# مهران (إيران)
مهران (بالفارسية: مهران) هي مدينة تقع في إيران في قسم. يقدر عدد سكانها بـ 13,118 نسمة .